# Resolution 805 des UN-Sicherheitsrates
Die Resolution 805 des UN-Sicherheitsrates ist eine Resolution, die der Sicherheitsrat der Vereinten Nationen in seiner 3170. Sitzung am 4. Februar 1993 einstimmig beschloss. Sie behandelte das Verfahren zur Wahl eines neuen Richters am Internationalen Gerichtshof nach dem Tod des Richters Manfred Lachs am 14. Januar 1993. Der Rat beschloss, dass die Wahl zum freien Posten am IGH am 10. Mai 1993 im Sicherheitsrat und in der 47. Sitzung der UN-Generalversammlung stattfinden solle.
Manfred Lachs war seit 1967 Richter am Internationalen Gerichtshof, von 1973 bis 1976 zusätzlich dessen Vorsitzender Richter. Seine Amtszeit sollte im Februar 1994 ablaufen.